# Jonathan Sachs
Jonathan Sachs (født 25. juni 1947) var den programmør, der var medgrundlægger af Lotus Development Corporation sammen med Mitch Kapor i 1982 og som skabte den første version af regnearkprogrammet Lotus 1-2-3. Sachs forlod Lotus i 1985 og udvikler fotoredigeringssoftware for sit eget firma Digital Light & Color, som har solgt sit produkt, Picture Window, siden 1994.
Sachs blev født i Baltimore, Maryland og tog BS i matematik fra MIT i 1970. Han arbejdede senere for ved MIT i flere år, hvor han bl.a. skrev programmeringssproget STOIC, og også hos Data General.
1-2-3 var bemærkelsesværdigt for dets hastighed og effektivitet. Det oprindelige program blev skrevet i assembler på PC (Intel 8088), modsat højniveausprog som C. Det var også nærmest uden fejl, og introducerede de hierarkiske bogstavmenuer, der stadig anvendes i windows-programmer. Senere versioner af 1-2-3 blev realiseret i C og var meget større og mere komplekse.